# Priscilla Faia

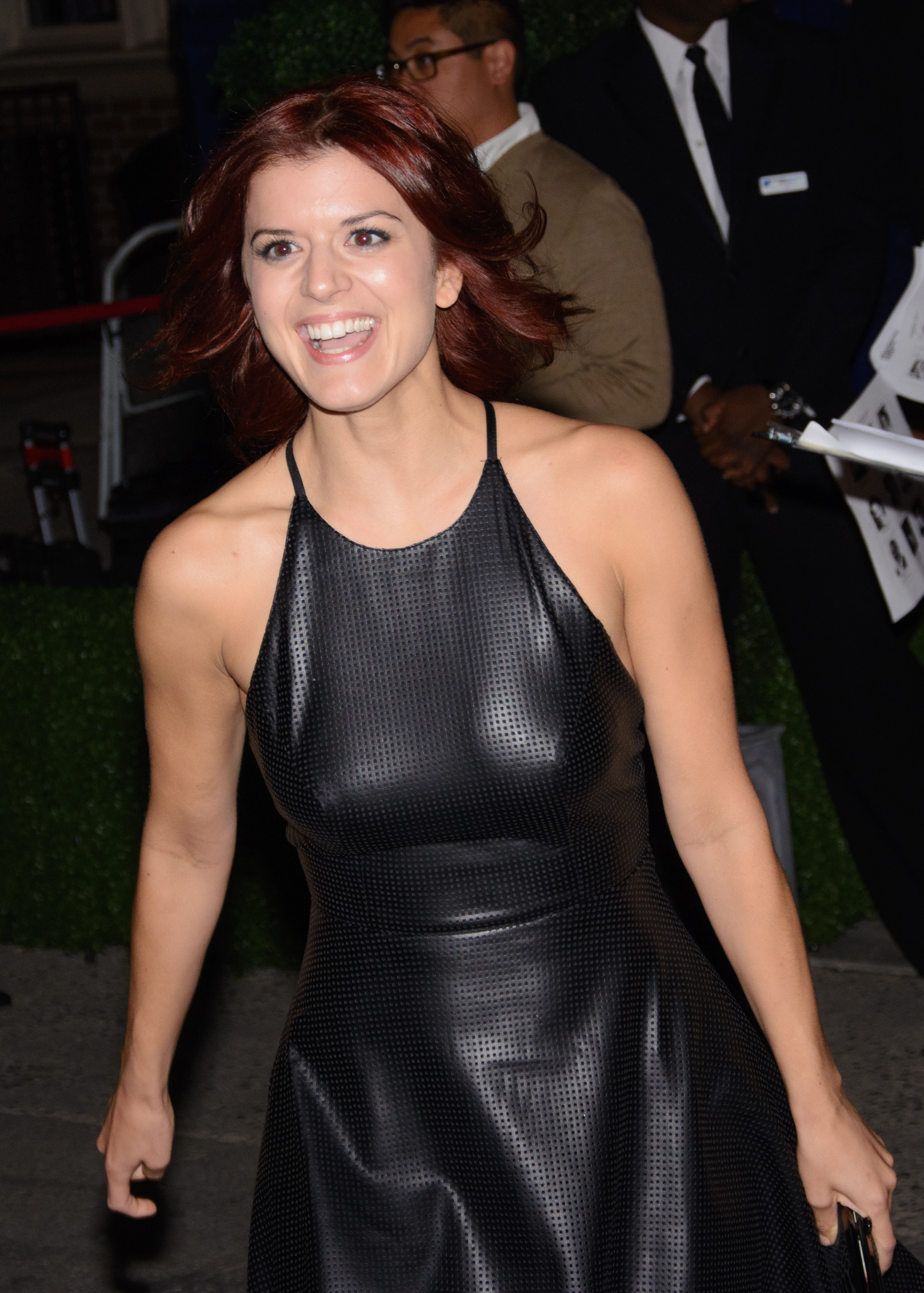
Priscilla Faia (2014)

Priscilla Faia (* 23. Oktober 1985 in Victoria, British Columbia) ist eine kanadische Schauspielerin.

## Filmografie
| Jahr | Filmtitel   | Rolle        | Anmerkungen |
| ---- | ----------- | ------------ | --- |
| 2013 | Rookie Blue | Chloe Price  | Hauptrolle Nominiert für den Canadian Screen Award for Best Performance by an Actress in a Featured Supporting Role in a Dramatic Program or Series (2014) |
| 2014 | Seed        | Sandra       | Episode: "The Bjorn Identity" |
| 2016 | Motive      | Lori Schultz | Episode: "The Vanishing Policeman" |
| 2016 | You Me Her  | Izzy         | Nominiert für den UBCP/ACTRA Awards for Best Actress (2016) Nominiert für den Leo Award for Best Lead Performance by a Female in a Dramatic Series (2017)  |